# 古味直志短編集 恋の神様
『古味直志短編集 恋の神様』（こみなおしたんぺんしゅう こいのかみさま）は、古味直志による漫画短編集。

## 概要
古味の初となる短編集で、2014年4月、集英社〈ジャンプ・コミックス〉より発行。タイトルは収録作品の『恋の神様』より。
古味の読切漫画6作品『island』『恋の神様』『ウィリアムス』『ペルソナント』『APPLE』『ニセコイ（読切版）』を収録している。収録作品の出典は『週刊少年ジャンプ』とその増刊号、および『ジャンプスクエア』（いずれも集英社）で、古味がデビューしてから、『ダブルアーツ』の連載を挟み、『ニセコイ』を連載するまでの間に掲載された。
各作品に古味のコメント・カットが添えられ、巻末には描き下ろしの4コマ漫画も収録された
YouTubeの集英社のジャンプチャンネルで、『恋の神様』と『APPLE』が2021年にボイスコミック化されている。

## island
『island（アイランド）』は、古味のデビュー作。ファンタジー読切漫画作品。第39回ジャンプ十二傑新人漫画賞準入選。『赤マルジャンプ』2007 WINTER掲載。45ページ。麻生周一が「好きな漫画」として挙げている。『ダブルアーツ』1巻にも収録された。
ストーリー
高い壁に囲まれた狭い世界で暮らす2人の少女アイラとマルーは、まだ見たことのない壁の外の世界に憧れていた。2人は外の世界に行くために試行錯誤をするが、14歳になったアイラは長老から衝撃的な事実を伝えられる。

## 恋の神様
『恋の神様（こいのかみさま）』は、古味の読切漫画作品。『週刊少年ジャンプ』2007年20号掲載。49ページ。古味が初めて描いたラブコメディ作品であり、掲載時には大きな反響があった。しかし、古味はこの作品の面白さを理解せずに描いていたので、当時は困惑したという。後に『ニセコイ』の連載を始めるきっかけとなった。なお、土辺の祖母（声 - 柴田かおり（ボイスコミック版））は『ニセコイ』連載版に登場する神主（声 - 定岡小百合（ニセコイOVA版））と容姿が同じであり、『ニセコイ』8巻の幕間で土辺と木之倉らしき人物を出迎えている。
ストーリー
男子高校生・土辺太一（つちべたいち）（声 - 井上雄貴）は、同じクラスに転向してきた女子生徒・木乃倉安子（きのくらやすこ）（声 - 高橋李依）に一目惚れをする。しかし、神主である土辺の祖母は神が木乃倉に恋をしていることに気付く。

## ウィリアムス
『ウィリアムス』は、古味の読切漫画作品。ロー・ファンタジー。『週刊少年ジャンプ』2007年49号掲載。49ページ。少年層より大人から反響が大きかった。
ストーリー
少年・ウィリアムは冒険小説『アブドラ冒険記』の内容を信じて、召使の女性コニーや小説の著者カムクラス・ハイローと共に、小説に描かれた剣を求めて冒険する。

## ペルソナント
『ペルソナント』は、古味の読切漫画作品。ネーム段階で一度ボツになったが、当時の『ジャンプSQ』編集長茨木政彦の目に留まり、『ジャンプSQ』2008年12月号に掲載された。57ページ。
ストーリー
皆が仮面ペルソナントを着けている社会で、唯一ペルソナントを着けずに生活している男性ダモレに、女性記者オリィ・フランベルが接触する。

## APPLE
『APPLE（アップル）』は、古味の読切漫画作品。サイエンス・フィクション。『週刊少年ジャンプ』2009年4・5合併号掲載。49ページ。それまで古味は女性視点で作品を展開させることが多かったが、担当編集者から「女の子出演禁止」という制約を設けられた。そのため、この作品のメインキャラクターには女性が登場しない。
ストーリー
少年新宮サトシ（あらみやサトシ）（声 - 伊東健人）は、地球が生み出した新しい生命体APPLEとして恐れられ、政府からも命を狙われていた。しかし、サトシはあらゆる生物に変身できる能力を持っていたため、いつも自分を攻撃する軍隊を迎撃していた。そんなサトシのもとを、APPLEの誕生を予言した科学者・グリム・スチュワート（声 - 塚田悠衣）が訪れる。

## ニセコイ読切版
『ニセコイ（読切版）』は、古味の漫画作品。古味の代表作で、連載版『ニセコイ』のプロトタイプになったラブコメディ。『少年ジャンプNEXT!』2011 WINTER掲載。54ページ。同時掲載作品の中で最も高い評価を受け連載に繋がった。プロットや人物設定などは連載版とは共通する部分も多いが、楽と千棘は幼馴染である。ただし、この読切作品では楽と千棘以外に連載版のキャラクターはほとんど登場しない。
ストーリー
男子高校生・一条楽（いちじょうらく）は、過去のすれ違いから幼馴染の少女・桐崎千棘（きりさきちとげ）と仲が悪かった。しかし、2人の実家がそれぞれヤクザとギャングで、衝突寸前の緊張関係にあったため、2人は争いを避けるために仲の良い恋人のふりをする。

## 書籍情報
- 古味直志 『古味直志短編集 恋の神様』 集英社〈ジャンプ・コミックス〉、 2014年4月4日発売 ISBN 978-4-08-880119-3 [8]